# George Stephenson
George Stephenson (Wylam, 9. lipnja 1781. - London, 26. prosinca 1848.) poznati je engleski inženjer i izumitelj.

## Djetinjstvo i mladost
George Stephenson rođen je u selu Wylamu pokraj Newcastlea 09. lipnja 1781. U djetinjstvu je često trpio oskudice jer je dolazio iz siromašne obitelji. Bio je drugo od šestero djece Roberta i Mabel Stephenson. Otac mu je bio ložač u rudniku, a majka kći bojitelja tkanina. Pravljenje raznih mlinova od drva te pravljenje strojeva od ilovače u djetinjstvu mu je predstavljalo najveću zabavu. Budući da je Georgeov otac Robert imao nisku plaću, sam George nije imao mogućnost školovanja te je bio prisiljen već u ranoj dobi raditi razne poslove. Njegovi braće i sestre zarađivali su kao goniči konja i rudari, dok je George prvotno radio sve poslove vezane uz rad na polju i kao pastir, sve do svoje četrnaeste godine kada se zapošljava kao pomoćni radnik u rudniku ugljena. Ondje je radio pored svoga oca te je tako napredovao sve do ložača. Ova osmeročlana obitelj zarađivala je u tjednu od 35 do 40 šilinga, što je bilo nedovoljno da se svi prehrane, a u to vrijeme za 6 kg pšenica trebalo je izdvojiti najmanje 50 šilinga.
U sedamnaestoj godini života George Stephenson postaje čuvarom parnog stroja što mu je predstavljalo najveću radost. Do svoje osamnaeste godine George je bio nepismen i to ga je najviše mučilo. Kako bi tome došao kraj, smagao je nekako izdvojiti tih 4 penija tjedno za vikara Andreasa Robertsona koji mu je držao satove pisanja, računanja itd. Zahvaljujući njegovoj nepokolebljivoj energiji, on se uspijeva riješiti problema.
Uskoro se George oženio s Frances Henderson i dobio sina Roberta 1803. godine. Njegova mlada žena umire nakon četiri godine braka te time George ostaje sam sa sinom koji mu je predstavljao svu nadu i utjehu. Nije želio dopustiti da mu se ista sudbina dogodi kao i Georgeu, pa se neprestano trudio ne bi li mu pribavio potrebna financijska sredstva kako bi mogao jednog dobiti teorijsku naobrazbu. George je u potpunosti bio samouk; nije imao nikakvu teorijsku podlogu već je kroz praksu stekao i produbio svoja vlastita znanja.

## Prekretnica u Stephensonovom životu
U vrijeme kada je Stephenson bio postavljen za ravnatelja rudnika Lorda Ravenswortha, još su u Velikoj Britaniji željezničke vagonete vukle konjske zaprege. George je zaključio točno kada je jednom prilikom kazao „kako će osoba koja bude osmislila učinkovitu lokomotivu imati blistavu budućnost pred sobom“. O toj ideji mnogi su izumitelji radili na tome, ali bez nekakvog uspjeha. Jedan od njih bio je i Richard Trevithich, „otac lokomotive“, koji je uz pomoć visokotlačnog stroja 1801. pokrenuo ulična željeznička kola, dok je parnu lokomotivu koja je postizala brzinu od 25 km/h osmislio 1804. godine.
1803. godine, u dobi od 22 godine, George Stephenson bio je imenovan kao inženjerski inspektor u rudniku Killingworth. Stephenson je uvjerio Thomasa Liddlea, kasnije Lorda Ravenswortha, kako će rudnik imati koristi od uporabe parne lokomotive pa je 1814. dobio dopuštenje za izradu iste. Stephenson je uspješno izbjegao sve pogreške svog prethodnika – lomljive tračnice, komplicirani zupčanu željeznicu itd. Lokomotiva je dobila naziv „My Lord“ po jednom njegovom partneru, Lordu Strathmoru, a konstruirana je pomoću tima iz ugljenokopa Killingworth u roku od 10 mjeseci. Testirana je prvi puta na željeznici „Killingworth Collery“ dana 27. srpnja 1814. „My Lord“, kasnije preimenovana u „Divlja“, godinu za godinu uspješno je vukla ugljeni teret, no javnost nažalost nije previše obraćala pozornost tome.

## Željeznička linija Liverpool – Manchester
Budući da mu je uspješno izradio prvu lokomotivu, Stephensonu su povjerili da sagradi dvotračnu željezničku liniju za prijevoz ugljena između Liverpoola i Manchestera. Stephenson se trebao očitovati pred samim parlamentarnom komisijom, no ona ga je ismijala i odbacila projekt proglasivši ga opasnom budalaštinom. Nakon nekoliko godina rasprave, parlament je dao dozvolu za željeznicu da bude izgrađena 1826. godine. Čak i kasnije, kada je izgradnja ipak bila odobrena, a pruga, koja je prolazila kroz nepristupačan teren, pod Stephensonovim vodstvom gotovo dovršena, dio javnosti ideju je i dalje osporavao postavljajući pitanje ne bi li bilo bolje da vagone po novim tračnicama ipak vuku konji. Na kraju je ipak pobijedila moderna tehnologija. Željeznička linija Liverpool–Manchester bila je duga 31 milju, a povezivala je stanicu „Crown Street“ u Liverpool i stanicu „Watter Street“ u Manchesteru.
Upravitelji tvrtke „Liverpool & Manchester“ nisu bili sigurni hoće li koristiti lokomotive ili stacionarne motore na svojoj liniji. Kako bi im se pomoglo u odluci, odlučili su održati natjecanje u kojem bi pobjednička lokomotiva osvojila 500 £. Ideja je bila ta da ako pobjednička lokomotiva bude dovoljno dobra, da će se ista ta lokomotiva koristiti i na novoj željeznici. Natjecanje je održano u Rainhillu tijekom listopada 1829. Svaka natjecateljska lokomotiva morala je vući teret 3 puta veći od težine same lokomotive, brzinom od najmanje 10 milja na sat. Zbog straha kako ne bi teške lokomotive uništile tračnice, bilo je dozvoljeno natjecanju samo lokomotivama teže manje od 6 tona.
Francuski inženjer Marc Seguin 1827. godine uredio je bio već ognjište mnogo bolje nego Stephenson. Stephenson je shvatio koliko vrijedi Seguinov izum, te je odmah to iskoristio za svoju lokomotivu. On ga je još usavršio i time je lokomotiva odgovarala zahtjevima. Lokomotiva „Rocket“ Georgea Stephensona i njegovog sina Roberta odnijela je pobjedu ostvarivši zadanih 10 milja na sat. Za taj uspjeh najviše je bio zaslužan ipak Georgeov sin, Robert Stephenson.
Željeznica Liverpool–Manchester otvorena je 15. rujna 1830., u nazočnosti premijera i velik broj drugih uglednih ljudi. 1831. godine željeznica je pokazala veliki uspjeh ostvarivši dobit u iznosu od 71.098 £ prevozeći ukupno 445.047 putnika, dok 13 godine kasnije željeznica je zabilježila 136.688 £. Tijekom tog razdoblja dioničari su isporučivali dividendu u iznosu od 10 £ za svakih uloženih 100 £.

## Stephenson u starosti
U vrlo kratkom roku nastala je prava željeznička groznica, a Stephenson je postao „kralj željeznice“. 1830. Stephenson s partnerima osniva tvornicu u Liverpoolu, „Vulcan Foundry“, za proizvodnju parnih lokomotiva. Dvije godine kasnije poslu se uključuje i Georgeov sin Robert Stephenson.
Otac i sin investirali su u razne željezare, ugljenokope i pržionice vapna. George Stephenson išao je na mnoga putovanja širom Europe, kupio je i nekoliko staklenika u kojima je uzgajao goleme dinje i ananase. Kada je 12. kolovoza 1848. umro, pola je zemaljske kugle bilo na putu da njome zavlada željeznica.